# 巴比伦路

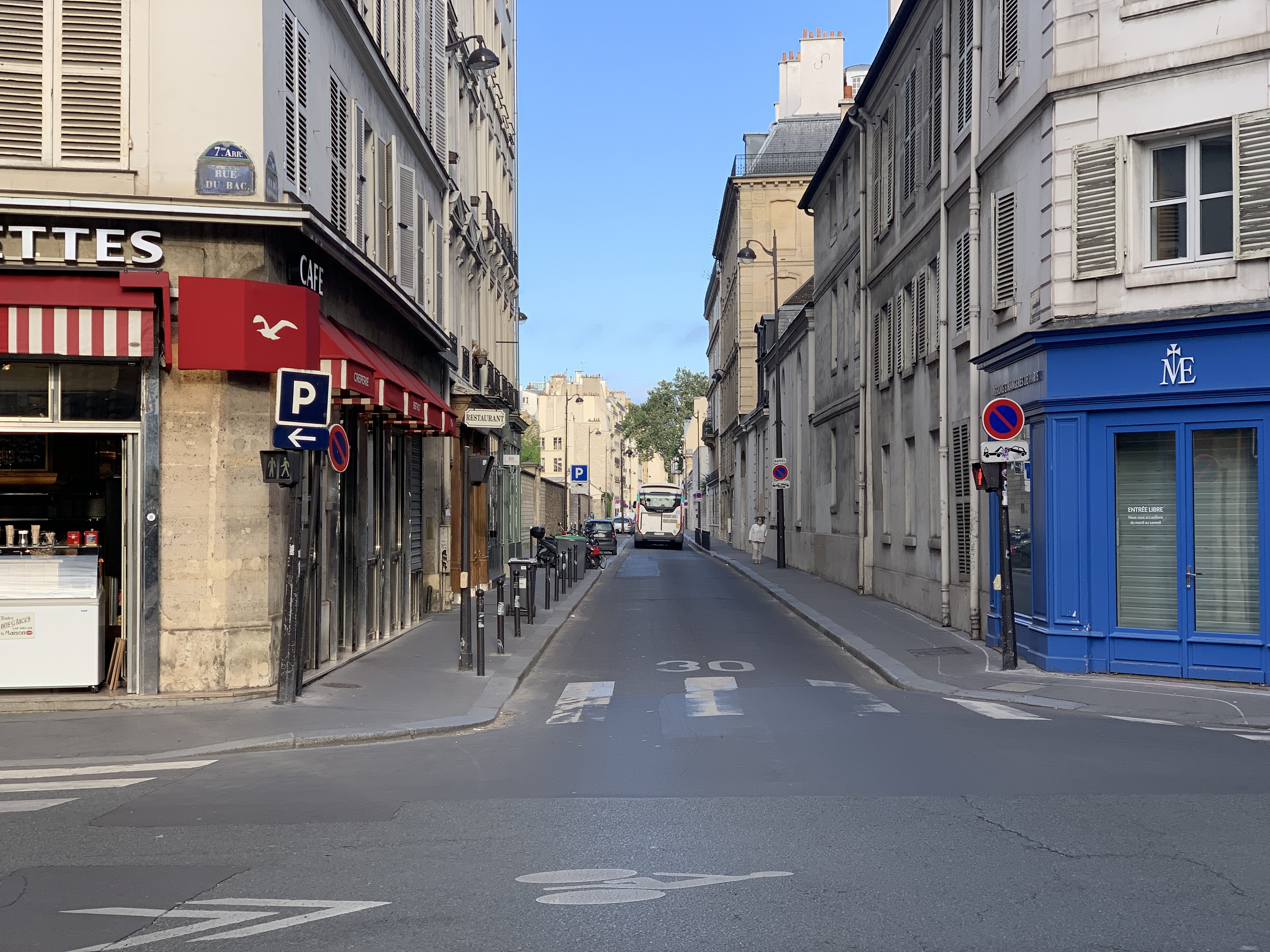
巴比倫路（2021年8月）

巴比伦路（法語：Rue de Babylone）是巴黎第七区的一条街道，东西走向。长860米，宽15米。始于拉斯帕伊大道46号，止于荣军院大道35号。

## 地铁

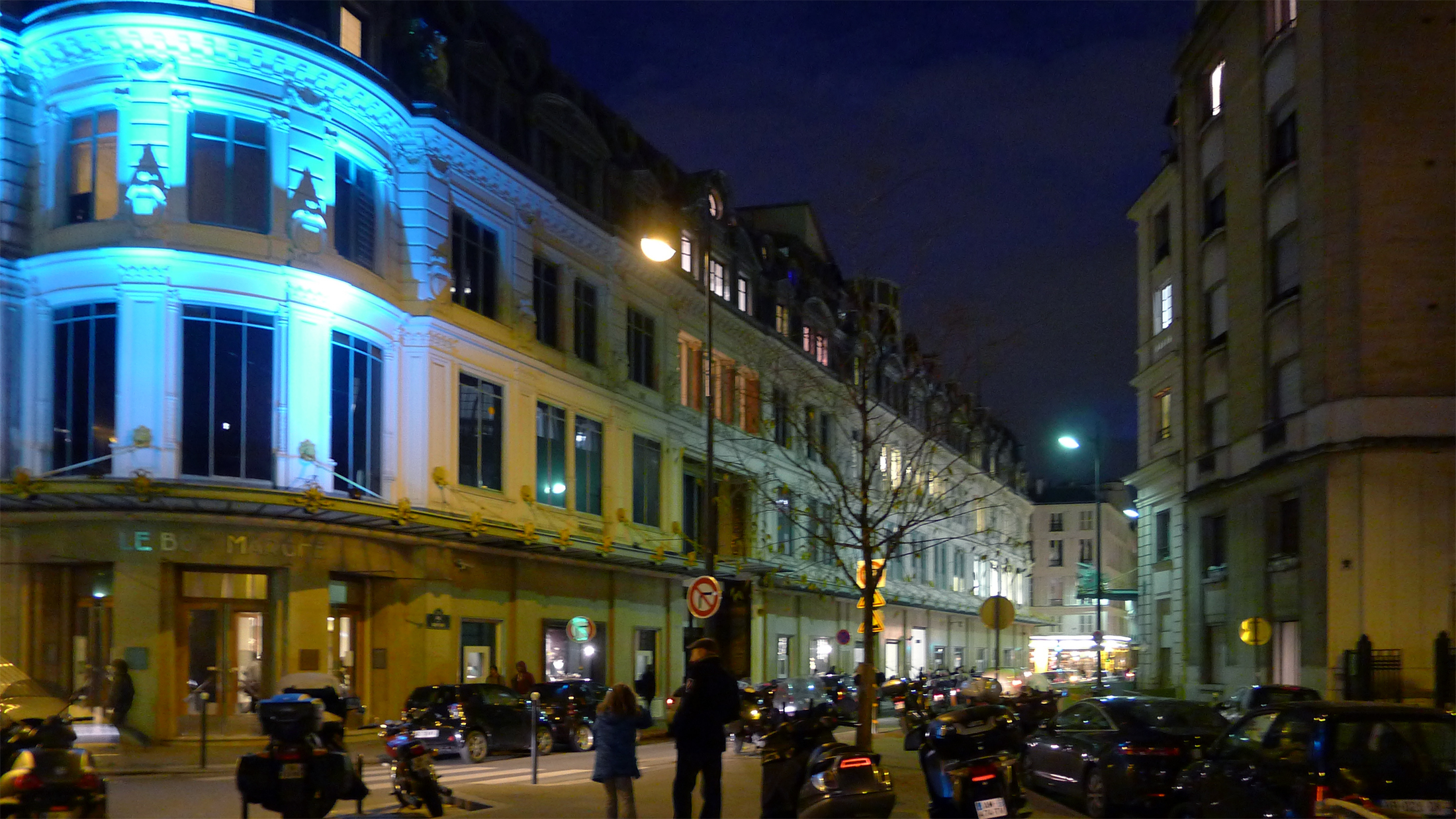
.
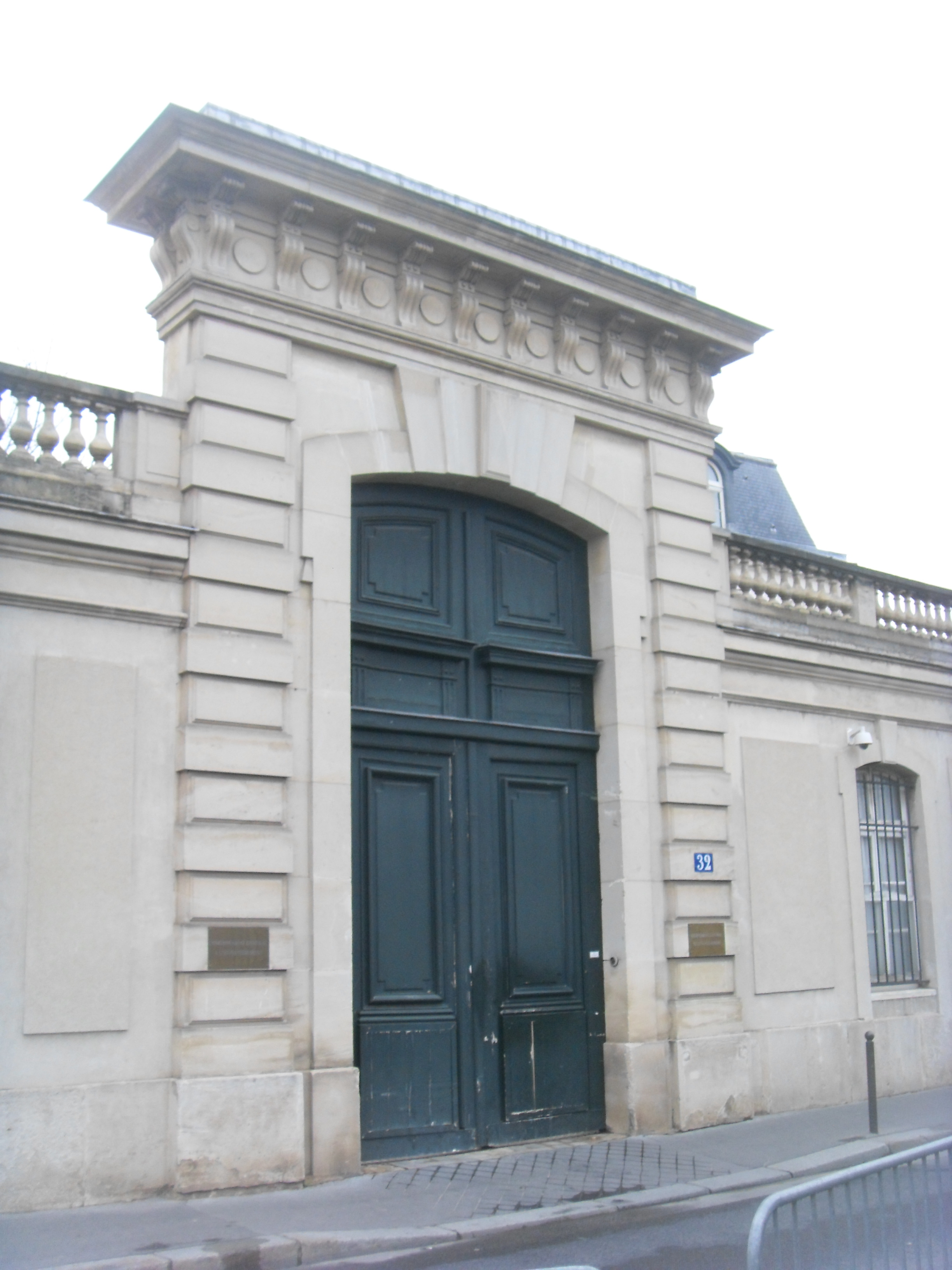
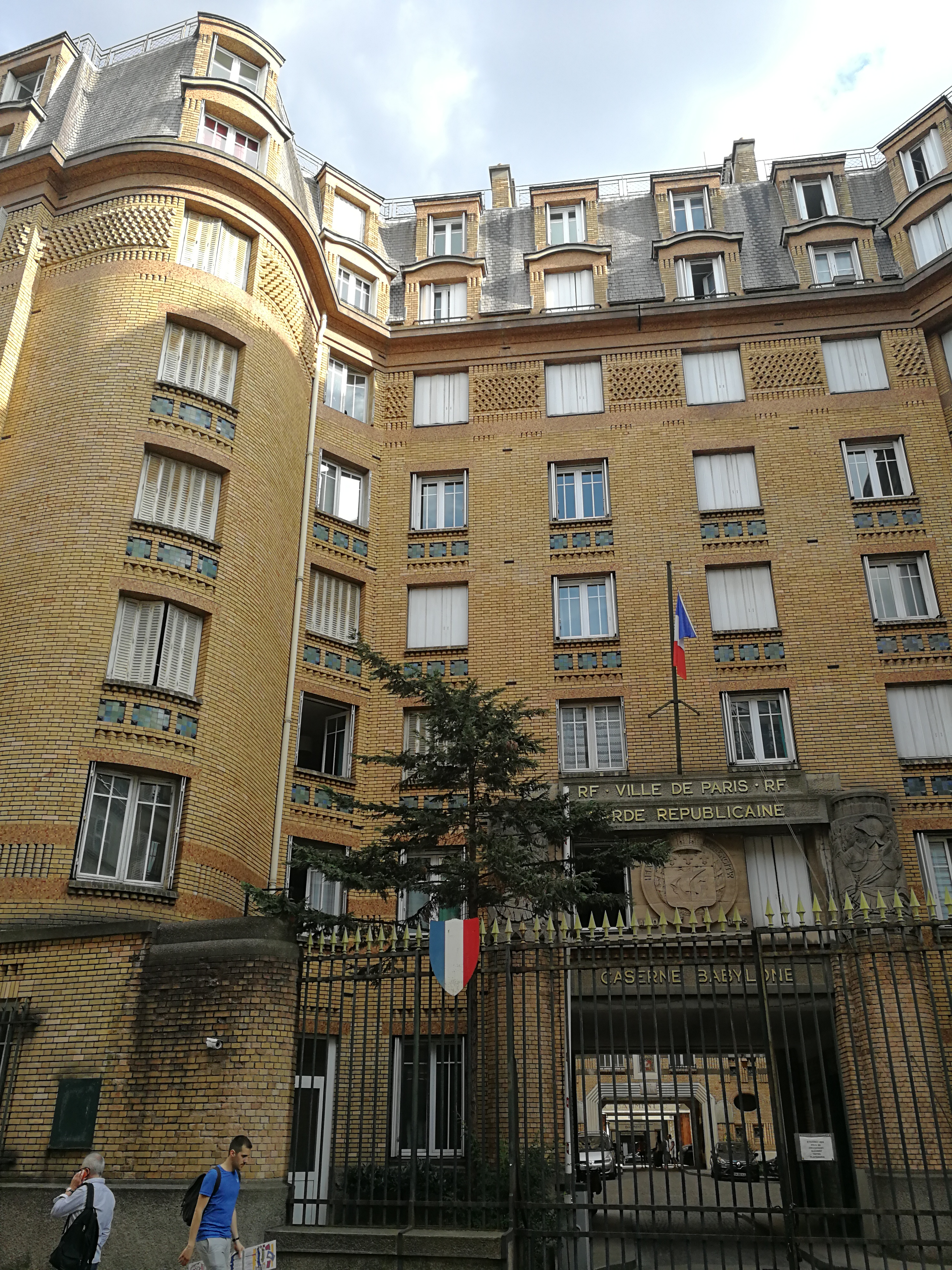
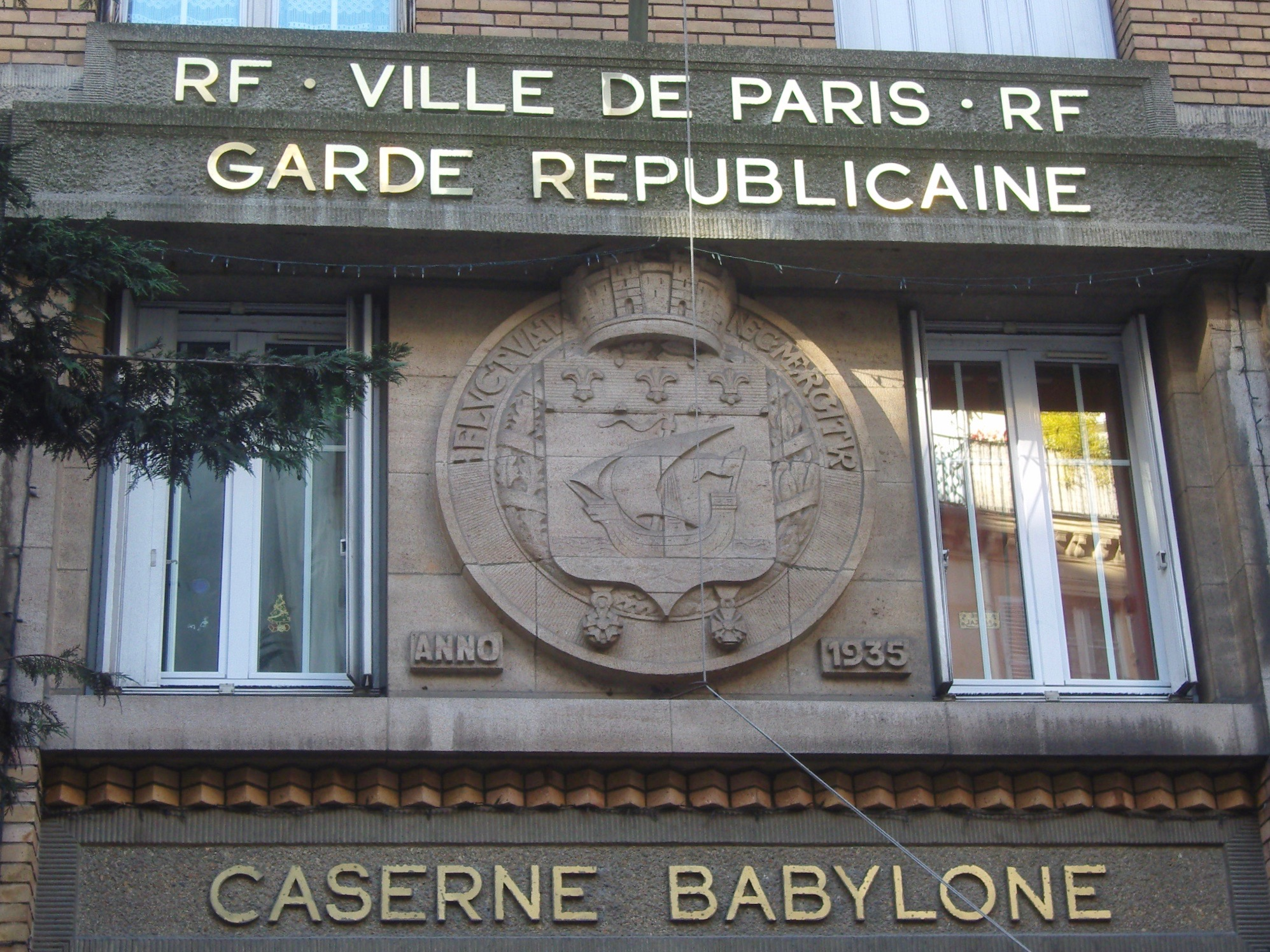
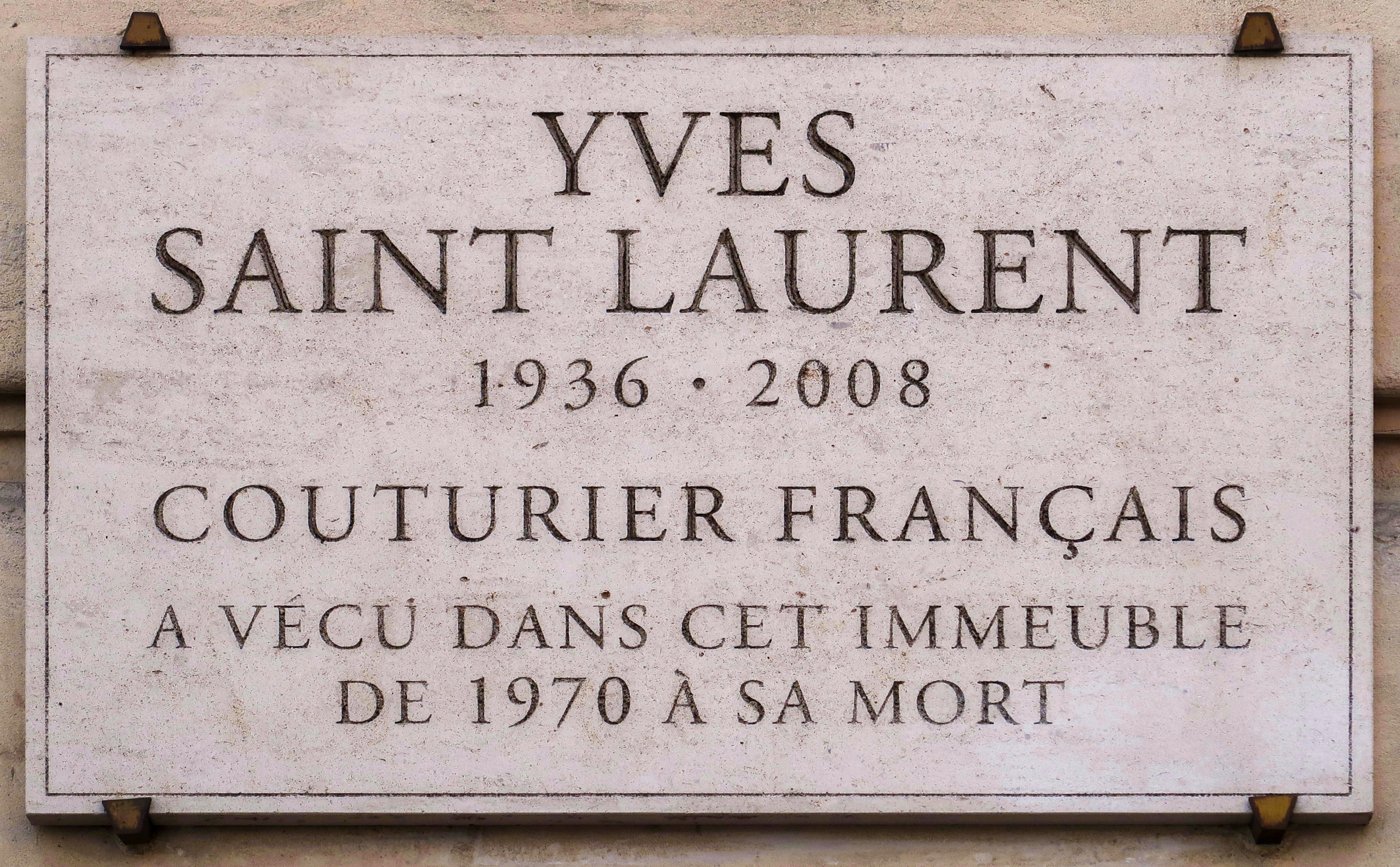

- 塞夫尔-巴比伦站（10、12号线）
- 圣方济各沙勿略站（13号线）